# Goldstonerapporten
Goldstonerapporten är en rapport från en undersökning initierad av FN:s råd för mänskliga rättigheter och handlar om kränkningar internationella lagar och brott mot de mänskliga rättigheterna under Gazakriget 2008-2009.
Undersökningen ledes av ordförande i Rådet för mänskliga rättigheter, Richard Goldstone, internationell jurist från Sydafrika. Övriga medverkande var Christine Chinkin från Storbritannien, Hina Jilani från Pakistan och Desmond Travers från Irland.
Uppdraget var ursprungligen att undersöka Israels våld mot palestinierna men efter kritik för partiskhet ändrades det till att handla om alla brott som begåtts i samband med de militära operationerna, vare sig det gällde Israel eller den palestinska sidan.
Under Gazakriget dödades 13 israeler och över 1 400 palestinier. Den materiella ödeläggelsen var enorm. Kommissionen granskade hur de stridande parterna tagit hänsyn till civilbefolkningen i sin krigföring, bl.a. användningen av granater laddade med vit fosfor. Man undersökte förstörelsen av infrastruktur, jordbruksmark, fabriker för matproduktion och vattenreningsverk. Kommissionen granskade också attackerna mot sjukhus, skolor, bostäder och andra civila mål. Kommissionens slutsatser är bland annat att grava brott mot de mänskliga rättigheterna begåtts liksom förmodligen krigsbrott.
Gruppens slutrapport, som publicerades 15 september 2009 anklagar såväl militanta palestinier som Israels krigsmakt för krigsförbrytelser och möjligen brott mot mänskligheten.. Den är även översatt till svenska.
Den sydafrikanske folkrättsjuristen Richard Goldstone, som är en av världens främsta experter på internationell rätt,  tilldelades i december 2009 ‘The Stockholm Human Rights Award’.
Goldstone publicerade den 1 april 2011 i Washington Post en-krönika där han sade: "Hade jag vetat då vad jag vet nu hade Goldstonerapporten blivit ett annat dokument" 
 Ledande israeliska politiker har gjort uttalanden om att staten Israel befriats från brottsanklagelser. Enligt Amnesty bygger detta på en medveten feltolkning av artikeln. Organisationen menar att det internationella samfundet tydligt måste avvisa sådana försök att komma undan ansvar.
Goldstonerapportens rubriker

## Sammanfattning

### Inledning
Den 3 april 2009 upprättade ordföranden för Rådet för mänskliga rättigheter FN:s undersökningskommission av konflikten i Gaza med uppdrag att undersöka alla kränkningar av de internationella lagarna för mänskliga rättigheter och internationell humanitär rätt som kan ha begåtts inom ramen för militäroperationerna som genomfördes i Gaza under perioden 27 december 2008 och 18 januari 2009"
Ordföranden utsåg domare Richard Goldstone, före detta domare vid konstitutionsdomstolen i Sydafrika och f.d. åklagare vid Internationella krigsförbrytartribunalen för f.d. Jugoslavien och Rwanda, att leda kommissionen. De tre övriga ledamöterna var Christine Chinkin, professor i folkrätt vid London School of Economics and Political Sci-ence, tidigare ledamot i Undersökningskommissionen för Beit Hanoun (zoo8), Hina Jilani, jurist vid Pakistans högsta domstol och tidigare Generalsekreterarens specielle representant vad gäller situationen för människorättsförsvarare, tillika medlem i den Internationella undersökningskommissionen för Darfur (2004), samt överste Desmond Travers, f.d. officer i Irlands försvarsmakt och ledamot i styrelsen för Institutet för internationella brottsutredningar. Som brukligt inrättade FN:s högkommissarie för mänskliga rättigheter (OHCHR) ett sekretariat för att stödja uppdraget.
Kommissionen satte den civila befolkningen i området i fokus beträffande kränkningarna av internationell rätt.
Kommissionen sammanträdde första gången i Genève mellan 4 och 8 maj 2009. Dessutom träffades kommissionen i Genève den 2o maj, den 4 och 5 juli samt även mellan r och 4 augusti 2009. Kommissionen genomförde tre fältundersökningar: två i Gazaremsan mellan den 30 maj och 6 juni samt mellan 25 juni och 1 juli 2009, och ett besök i Amman den 2 och 3 juli 2009. Flera anställda vid kommissionens sekretariat stationerades i Gaza från 22 maj till 4 juli 2009 för att genomföra fältundersökningar.
Note verbales sändes till samtliga FN-organ och medlemsstater den 7 maj 2009. Den 8 juni 2009 inbjöd kommissionen alla berörda parter och organisationer att lämna relevant information och dokumentation för att bistå kommissionen.
Offentliga utfrågningar hölls i Gaza den z8 och 29 juni samt i Genève den 6 och 7 juli 2009.
Kommissionen försökte upprepade gånger att få till stånd ett samarbete med Israels regering. Efter många misslyckade försök sökte och fick kommissionen hjälp av den egyptiska regeringen att via gränsövergången i Rafah komma in i Gaza.
Kommissionen har haft stöd och samarbete med den palestinska myndigheten samt med FN:s ständiga observationsgrupp i Palestina. På grund av det bristande samarbetet från den israeliska regeringen kunde kommissionen inte träffa medlemmar av den palestinska myndigheten på Västbanken. Kommissionen träffade dock tjänstemän från den palestinska myndigheten, däribland en minister, i Amman. Under sina besök i Gazaremsan höll kommissionen möten med högt uppsatta medlemmar av myndigheterna i Gaza, som gav sitt fulla stöd och samarbete med kommissionen.
Efter de offentliga utfrågningarna i Genève informerades kommissionen om att en palestinsk deltagare, Muhammad Srour, gripits av israeliska säkerhetsstyrkor när han återvände till Västbanken. Kommissionen uttryckte oro för att gripandet kan ha varit en följd av hans framträdande inför kommissionen.

### Metodologi
Kommissionens metoder inkluderade:
- (a) genomgång av rapporter från olika källor,
- (b) intervjuer med offer, vittnen och andra personer med tillgång till relevant information,
- (c) fältbesök till specifika platser i Gaza där incidenter inträffat,
- (d) analys av videofilmer och fotografiska bilder inklusive satellitbilder,
- (e) granskning av medicinska rapporter av offrens skador,
- (f) kriminalteknisk analys av vapen och rester av ammunition som samlats in på plats,
- (g) möten med olika samtalspartners,
- (h) inbjudningar att lämna information till kommissionens undersökning,
- (i) bred spridning av en offentlig inbjudan till skriftliga inlagor,
- (j) offentliga utfrågningar i Gaza och i Genève.

Kommissionen genomförde 188 enskilda intervjuer. Den analyserade mer än 300 rapporter, inlagor och andra handlingar som antingen undersökts på eget initiativ eller som den fick som svar på sin uppmaning till inlagor Sammanlagt uppgår materialet till mer än I0000 sidor, över 30 videofilmer och 12.00 fotografier.
Genom att vägra att samarbeta med kommissionen hindrade Israels regering den från att träffa israeliska regeringstjänstemän. Vidare hindrade Israel även kommissionen från att resa till Israel för att träffa israeliska offer samt att resa till Västbanken för att träffa representanter för den palestinska myndigheten och palestinska offer.
Kommissionen genomförde fältundersökningar däribland utredningar av incidenter i Gazaremsan. Detta möjliggjorde för kommissionen att direkt på plats observera situationen samt att tala med vittnen och andra relevanta personer.

### Fakta som utreddes av kommissionen, faktabaserade och juridiska slutsatser

#### Gazaremsan
- 1. Blockaden
- 2. Översikt av Israels militäroperationer i Gazaremsan
- 3. Attacker av israeliska styrkor på offentliga byggnader

- 4. Skyldighet för väpnade palestinska grupper i Gaza att vidta åtgärder för att skydda civilbefolkningen och civil egendom

- 5. Om Israels skyldighet att vidta åtgärder för att skydda den civila befolkningen och civila mål i Gaza
- 6. Urskillningslösa attacker av israeliska styrkor har resulterat i förlust av liv och skador på civila
- 7. Avsiktliga attacker mot civilbefolkningen
- 8. Användning av vissa vapen
- 9. Angrepp på förutsättningarna för civilt liv i Gaza: förstörelse av industriell infrastruktur, livsmedelsproduktion, vatteninstallationer, reningsverk och bostäder
- 10. Användningen av civila palestinier som mänskliga sköldar
- 11. Frihetsberövande: Gazabor i förvar under de israeliska militäroperationerna från den 27 december 2008 till 18 januari 2009
- 12. Mål och strategi för Israels militäroperationer i Gaza
- 13. Effekterna för folket i Gaza och deras mänskliga rättigheter av militäroperationerna och blockaden
- 14. Det fortsatta kvarhållandet av soldaten Gilad shalit
- 15. Internt våld och attacker från Gazas säkerhetstjänst riktade mot personer med Fatah-anknytning

#### Västbanken inklusive östra Jerusalem
- 1. Israeliska säkerhetsstyrkors behandling av palestinier på Västbanken inklusive användning av överdrivet eller dödligt våld under demonstrationer
- 2. Frihetsberövande av palestinier i israeliska fängelser
- 3. Begränsningar av den fria rörligheten på Västbanken
- 4. Internt våld och attacker riktade mot Hamasanhängare från den palestinska myndigheten, inskränkningar av yttrandefriheten och mötesfriheten

- 1. Israeliska säkerhetsstyrkors behandling av palestinier på Västbanken inklusive användning av överdrivet eller dödligt våld under demonstrationer
- 2. Frihetsberövande av palestinier i israeliska fängelser
- 3. Begränsningar av den fria rörligheten på Västbanken

Dessutom ser kommissionen med oro på de åtgärder som vidtagits nyligen för att formalisera separationen mellan Gaza och Västbanken och som delar det ockuperade palestinska territoriet i två delar.
- 4. Internt våld och attacker riktade mot Hamasanhängare från den palestinska myndigheten, inskränkningar av yttrandefriheten och mötesfriheten

#### Israel
- 1. Väpnade palestinska gruppers raket- och granatattacker och deras påverkan på civila i södra Israel
- 2. Förtryck av oliktänkande i Israel, rätten till tillgång till information och behandlingen av människorättsförsvarare

## Slutsatser

### Sammanfattande synpunkter
Kommissionen hade som sina enda riktlinjer folkrätten, de internationella mänskliga rättigheterna och humanitär rätt samt skyldigheter ålagda stater och icke-statliga aktörer och framförallt vad det innebär för rättigheter för enskilda individer. Detta jämställer inte på något sätt Israels ställning som ockupationsmakt med den ockuperade palestinska befolkningen eller institutioner som företräder den. Skillnaderna avseende kapaciteten och effekten att åsamka skador eller för att ge skydd, vilket även omfattar att säkra rättvisa när kränkningar sker, är uppenbara och en jämförelse är varken möjlig eller nödvändig. Vad som däremot kräver samma uppmärksamhet och ansträngning är skyddet för alla offer i enlighet med internationell rätt.

### De israeliska militäroperationerna i Gaza: relevans för/länkar till Israels politik gentemot det ockuperade palestinska territoriet
När operationerna började hade Gaza i nästan tre år utsatts för stora avstängningar och rörelserestriktioner för personer, varor och tjänster. Åtgärderna infördes av Israel för att isolera och försvaga Hamas efter dess valseger eftersom partiet uppfattades som ett fortsatt hot mot Israels säkerhet. Åtgärderna förvärrades genom att ekonomiskt och annat stöd hölls inne av vissa givare av liknande skäl. Att lägga ytterligare vedermödor på den redan svåra situationen i Gaza ledde till att den förlängda blockaden inte skonade några aspekter av Gazabornas liv. Redan innan militäroperationen hade Gazas ekonomi utarmats, hälsosektorn överbelastats, befolkningen gjorts beroende av humanitärt bistånd för sin dagliga överlevnad. Män, kvinnor och barn led psykiskt av den långvariga fattigdomen, otryggheten och våldet i det instängda och överbefolkade territoriet. Värdigheten för folket i Gaza hade kraftigt urholkats. Detta var situationen i Gazaremsan när israeliska väpnade styrkor inledde sin offensiv i december 2008.
Operationens samtliga faser planerades noga. Kommissionen drar slutsatsen att vad som skedde var en medveten, oproportionerlig attack för att bestraffa, förnedra och terrorisera en civilbefolkning samt för att radikalt minska dess lokala ekonomiska kapacitet att både ge arbete och möjlighet att försörja sig själv och påtvinga civilbefolkningen en allt större känsla av beroende och sårbarhet. Kommissionen har med oro noterat offentliga uttalanden av israeliska tjänstemän, inklusive höga militärer, som innebär att användning av oproportionerligt våld mot civilbefolkningen och förstörelse av civil egendom är legitima medel för att nå Israels militära och politiska mål.

### Syften, mål och karaktären av de israeliska militäroperationerna i Gaza
De militära operationerna under Gazakriget skilde sig kvalitativt från tidigare militära åtgärder av Israel i det ockuperade palestinska territoriet. Medan den israeliska regeringen försökt att framställa sina operationer som huvudsakligen en reaktion på raketattacker och inom ramen för rätten till självförsvar, anser kommissionen att planen riktats åtminstone delvis mot ett annat mål: nämligen folket i Gaza i sin helhet. Operationerna var därmed stöd för en övergripande strategi som avsåg att straffa Gazas befolkning för dess motståndskraft och uppenbara stöd till Hamas. 
Kommissionen medger att inte alla dödsfall utgör brott mot internationell humanitär rätt. Proportionalitetsprincipen medger att åtgärder som leder till förlust av civila liv inte alltid är olagliga, förutsatt att vissa strikta kriterier är uppfyllda. Vad som gör det svårt i många fall att tillämpa denna princip är att de israeliska styrkornas gärningar och uttalanden av militära och politiska ledare före och under operationerna visar att de som helhet baserats på en medveten strategi av oproportionerligt våld. Tidpunkten för den första israeliska attacken — kl. 11:30 en vardag när barnen återvände från skolan och då gatorna i Gaza var fullpackade med folk — tycks ha varit ägnad att skapa stora störningar och utbredd panik bland civilbefolkningen. Behandlingen av många fängslade civila eller till och med att civila dödats när de gett upp är ett uttryck för att regler för uppträdande, standardrutiner och instruktioner till marktrupperna verkar ha utformats för att skapa en miljö, där respekten för civila liv och grundläggande mänsklig värdighet ersatts med bristande respekt för grundläggande internationell humanitär rätt och regler om mänskliga rättigheter.
Den upprepade oförmågan att skilja på soldater och civila anses av kommissionen vara ett resultat av avsiktliga riktlinjer som utfärdats till soldater, och som beskrivits av några av dem, och inte av tillfälliga misstag.
Det framgår av uppgifter som samlats in av kommissionen att förstörelsen av livsmedelsanläggningar, vattenreningssystem, betongfabriker och bostadshus var resultatet av en medveten och systematisk politik från den israeliska armens sida. 
Det förekom inte bara användning av mänskliga sköldar och olagligt frihetsberövande under många gånger oacceptabla förhållanden utan också vandalisering av hus när de ockuperades. Rasistiska slagord ger en övergripande bild av förnedring och avhumanisering av den palestinska befolkningen.

### Ockupation, återhämtningsförmåga och det civila samhället
Israels fortsatta ockupation av Gazaremsan och Västbanken utgör en grundläggande faktor för kränkningarna mot den internationella humanitära rätten och undergräver möjligheterna till utveckling och fred. Kommissionen anser att ockupationens upphörande är en förutsättning för återinrättandet av ett värdigt liv för palestinierna samt för en fredlig lösning av konflikten

### Raket- och granatattacker mot Israel
Väpnade palestinska grupper har sedan april 2001 avfyrat tusentals raketer och granater mot Israel. Dessa har satt skräck i den israeliska civilbefolkningen, vilket framgår av den höga förekomsten av psykologiska trauman i de drabbade samhällena. Attackerna har även lett till en urholkning av det sociala, kulturella och ekonomiska livet i samhällena i södra Israel och har påverkat rätten till utbildning för tiotusentals barn och unga vuxna i de drabbade områdena.
Kommissionen noterar med oro att Israel inte gett samma skydd från raketer och granater till drabbade palestinska medborgare som till judiska medborgare. Israel har i synnerhet, underlåtit att tillhandahålla allmänna skyddsrum eller förstärka skolor exempelvis för palestinier som bor i icke erkända byar, men även i några av i de erkända samhällena. De tusentals palestinska israeler, inklusive ett stort antal barn, som bor inom räckhåll för raketbeskjutning förtjänar samma skydd som den israeliska regeringen ger sina judiska medborgare.

### Avvikande röster i Israel
De åtgärder som den israeliska regeringen vidtog  – inklusive förhör av politiska aktivister, undertryckande av kritik och källor till potentiell kritik angående Israels militära aktioner, särskilt icke-statliga organisationer – har markant bidragit till ett politiskt klimat, där meningsmotståndare till regeringen och dess åtgärder i de ockuperade områdena inte tolereras. Att neka media tillträde till Gaza och att fortsätta förvägra människorättsorganisationers övervakare tillträde, är enligt kommissionen ett försök att hindra en offentlig granskning av regeringens agerande i de ockuperade palestinska områdena samt att hämma utredningar och rapporteringar kring parternas uppträdande under konflikten

### Avhumaniseringens effekter
Liksom i många konflikter är ett av inslagen i den palestinsk-israeliska konflikten avhumaniseringen av den andra och då särskilt brottsoffer.

### Den interna palestinska situationen
Splittringen och våldet mellan Fatah och Hamas, som kulminerade i upprättandet av parallella regeringsorgan och strukturer i Gazaremsan och på Västbanken, medför negativa konsekvenser för de mänskliga rättigheterna för den palestinska befolkningen i båda områdena. Det bidrar även till att urholka rättssäkerheten på det ockuperade palestinska territoriet utöver de hot som redan kan kopplas till ockupationen. Det är uppenbart att skyddet för palestinier minskar genom godtyckligt berövande av liv, godtyckliga frihetsberövanden av politiska aktivister eller sympatisörer, begränsningar i yttrande- och föreningsfriheten och övergrepp från säkerhetsstyrkorna. 

### Sammanfattning av de rättsliga utredningarna

#### Israeliska åtgärder i Gaza

##### Försiktighetsåtgärder vid attacker
Kommissionen konstaterar att Israel i ett antal fall inte har vidtagit försiktighetsåtgärder som krävs enligt sedvanerätten som återfinns i artikel 57 för att undvika eller minimera förluster av civila liv, skador på civila och skador på civila objekt. Granatbeskjutningen med vit fosfor mot UNRWA-byggnaden i Gaza City är ett sådant fall, där försiktighetsåtgärder inte vidtogs vid val av vapen och angreppsmetoder. Det avsiktliga angreppet på Al Quds -sjukhuset med högexplosiva artillerigranater och vit fosfor står också i strid med artikel 18 och 19 i fjärde Genèvekonventionen, likaså angreppet mot Al Wafasjukhuset.

##### Incidenter med civila dödsfall
Kommissionen fann många fall av avsiktliga attacker mot civila och civila objekt (individer; hela familjer, hus, moskéer) som ledde till dödsfall och allvarliga skador i strid med den grundläggande principen i internationell humanitär rätt om åtskillnad. I vissa fall drog kommissionen även slutsatsen att attackerna utfördes för att sprida skräck bland civilbefolkningen. 
Beträffande en incident som ledde till minst 35 palestiniers död finner kommissionen att israeliska styrkor utförde en attack som en förnuftig befälhavare skulle ha förmodat orsaka onödiga förluster av civila liv i förhållande till den militära fördel som eftersträvades. Kommissionen drar också slutsatsen att Israel genom att medvetet attackera polisstationer och döda ett stort antal poliser (99 i incidenter som utretts av kommissionen) under de första minuterna av militäroperationerna inte respekterat proportionalitetsprincipen.

##### Vapen som användes av de israeliska styrkorna
Kommissionen medger att vit fosfor, s.k. flechetter och tungmetaller (till exempel volfram) i dagsläget inte är förbjudna enligt folkrätten. Användningen är dock begränsad eller rentav förbjuden under vissa omständigheter.
Flechetter är särskilt olämpliga som områdesvapen i stadsmiljöer. Vit fosfor bör enligt kommissionens mening förbjudas.

##### Behandling av palestinier i de israeliska styrkornas händer

###### Användning av mänskliga sköldar
Kommissionen undersökte flera fall där den israeliska armén använt palestinska invånare för att gå in i hus som misstänktes vara minerade eller som hyste fiendesoldater. Man fann att denna typ av praxis innebär användning av mänskliga sköldar, vilket är förbjudet enligt internationell humanitär rätt. Förhören med civila palestinier under hot om död eller skada för att utvinna information om Hamas och palestinska kombattanter och tunnlar är ett brott mot artikel 31 i fjärde Genèvekonventionen.

###### Frihetsberövande
Kommissionen fann att de israeliska styrkorna i Gaza ringade in och frihetsberövade stora grupper av personer som skyddas enligt den fjärde Genèvekonventionen. Behandlingen av frihetsberövade kvinnor ansåg kommissionen stred mot den särskilda respekt för kvinnor som krävs enligt sedvanerätt.

###### Förstörelse av egendom
Kommissionen anser att attackerna mot den palestinska lagstiftande församlingens byggnad och det största fängelset i Gaza utgjorde avsiktliga attacker mot civila mål i strid med regler i internationell humanitär rätt. Man konstaterar också att den israeliska armen, olagligt och hänsynslöst angrep och förstörde ett antal produktionsenheter för livsmedel eller livsmedelsbearbetning och dricksvattensinstallationer.

###### Effekterna av blockaden och militäroperationer på befolkningen i Gaza
Kommissionen anser att den blockad som Israel genomförde mot Gazaremsan utsatte den lokala befolkningen för extrema påfrestningar och umbäranden vilket utgör brott mot Israels skyldigheter som ockupationsmakt. Man anser också att Israel brutit mot sin skyldighet att tillåta fri passage för medicin- och sjukvårdsmateriel samt mat och kläder för att möta de akuta humanitära behoven hos civilbefolkningen

###### Grava brott mot Genevekonventionerna och aktioner som ger upphov till enskilt straffansvar enligt internationell straffrätt
Kommissionen fann att följande grava brott mot fjärde Genèvekonventionen begåtts av israeliska styrkor i Gaza: uppsåtligt dödande, tortyr eller omänsklig behandling, uppsåtligt orsakat stort lidande eller svåra kroppsskador, och omfattande förstörelse av egendom som inte kan rättfärdigas av militär nödvändighet och som dessutom utförts olagligt och hänsynslöst. Såsom grava brott ger detta upphov till individuellt straffansvar.

#### Israeliska åtgärder på Västbanken i samband med militäroperationerna i Gaza mellan 27 december 2008 till 18 januari 2009

##### Israeliska säkerhetsstyrkors behandling av palestinier på Västbanken inklusive användning av överdrivet eller dödligt våld under demonstrationer
Beträffande bosättares våldshandlingar mot palestinier drar kommissionen slutsatsen att Israel har brustit i att uppfylla sina internationella åtaganden att skydda palestinier från våld av enskilda i enlighet med både internationella mänskliga rättigheter och internationell humanitär rätt. I vissa fall godtog säkerhetsstyrkor våldshandlingar vilket strider mot förbudet mot grym, omänsklig eller förnedrande behandling. 
Israel bröt också en mot en rad mänskliga rättigheter genom att undertrycka fredliga allmänna demonstrationer och genom att använda övervåld mot demonstranter. 
Kommissionen konstaterar att Israel har underlåtit att utreda, och vid behov åtala, sina tjänstemäns eller tredje parters handlingar såsom allvarliga kränkningar av internationell humanitär rätt och mänskliga rättigheter.
Kommissionen oroades över ökningen av bosättarvåld under det senaste året och att israeliska säkerhetsstyrkor misslyckats med att förhindra bosättarattacker mot civila palestinier och deras egendom. Attackerna godtas av de israeliska styrkorna eller åtföljs av en rad kränkningar inbegripet upphävande av palestiniers uppehållstillstånd.

##### Israeliska frihetsberövanden av palestinier
Man fann att frihetsberövanden av palestinier före och under militäroperationerna i allmänhet var oförenliga med mänskliga rättigheter. 
Frihetsberövandet utgör också ett exempel på kollektiv bestraffning som är förbjudet enligt artikel 33 i fjärde Genèvekonventionen. Frihetsberövande av barn under omänskliga eller förnedrande förhållanden utgör också en kränkning enligt ICCPR och konventionen om barnets rättigheter.

##### Kränkningar av rätten till fri rörlighet och tillträde
Kommissionen konstaterar att de omfattande rörelserestriktionerna som införts av Israel mot palestinier på Västbanken är oproportionerliga för att tjäna något legitimt syfte och därför bryter mot artikel 27 i fjärde Genèvekonventionen och artikel 12 i ICCPR som garanterar rörelsefriheten. När checkpoints blir platser där militärer och civila aktörer förnedrar den skyddade befolkningen kan det uppgå till brott mot sedvanerätten.
Den fortsatta utbyggnaden av bosättningar på ockuperat territorium utgör en kränkning av artikel 46 i fjärde Genèvekonventionen. Den omfattande förstörelsen och exproprieringen av egendom, vilket inbegriper markkonfiskering och husrivningar på Västbanken inklusive östra Jerusalem, kan inte motiveras av militär nödvändighet.

#### Israeliska åtgärder inom Israel
Det fanns, tillfällen då myndigheterna hindrade demonstranter från att utöva sin mötes- och yttrandefrihet och kritisera Israels militäraktioner i Gazaremsan. Fall av fysiskt våld och andra förödmjukelser mot demonstranter bryter mot Israels förpliktelser enligt artikel 10 i ICCPR. Fientliga vedergällningsaktioner av den israeliska regeringen mot civila samhällsorganisationer som riktar kritik mot de israeliska myndigheterna och som avslöjar påstådda kränkningar av mänskliga rättigheter och internationell humanitär rätt under militäroperationerna, är oförenligt med FN:s Förklaring om enskildas, gruppers och organisationers rättigheter och skyldigheter att främja och försvara universellt erkända mänskliga rättigheter och grundläggande friheter.

#### Åtgärder av väpnade palestinska grupper
Väpnade palestinska grupper i Gaza har avfyrat raketer och granater mot södra Israel. Kommissionen finner att de inte gjorde åtskillnad mellan militära mål och civilbefolkningen och civila mål i södra Israel. Avfyrandet av raketer och granater som inte med tillräcklig precision kan riktas mot militära mål strider mot den grundläggande distinktionsprincipen. 
Kommissionen drar \slutsatsen att raket- och granatattacker avfyrade av väpnade palestinska grupper från Gaza satte skräck i de drabbade samhällena i södra Israel. Attackerna orsakade död och fysisk och psykisk skada på civila liksom skador på privata bostäder, religiösa byggnader och egendom och urholkar därför det ekonomiska och kulturella livet i de drabbade samhällena och påverkar befolkningens ekonomiska och sociala rättigheter.
Beträffande det fortsatta frihetsberövandet av den israeliska soldaten Gilad Shalit finner kommissionen, att som en soldat i den israeliska armen som tillfångatogs under ett fientligt intrång i Israel, uppfyller Gilad Shalit kraven för krigsfångestatus enligt tredje Genèvekonventionen och skall därför skyddas, behandlas humant och ha rätt att kommunicera med yttervärlden i enlighet med konventionen.
Kommissionen fann inga bevis för att väpnade palestinska grupper tog civila till områden varifrån attackerna skulle utföras eller att de tvingade civila att stanna kvar i närheten av attackerna. Kommissionen fann inte heller belägg för att medlemmar av väpnade palestinska grupper stred i civila kläder. Vid en incident som kommissionen utredde av en israelisk at-tack mot en moské fann kommissionen inga tecken på att denna användes för militära ändamål eller för att skydda militär verksamhet. Kommissionen kan dock inte utesluta att det kan ha förekommit i andra fall.

#### Ansvariga palestinska myndigheters åtgärder
Kommissionen konstaterar att säkerhetsstyrkorna som kontrolleras av myndigheterna i Gaza utförde utomrättsliga avrättningar, godtyckliga arresteringar, frihetsberövanden och misshandel av människor, i synnerhet politiska motståndare. Enskilt och sammantaget utgör det allvarliga kränkningar av de mänskliga rättigheterna till liv, frihet och personlig säkerhet, frihet från tortyr eller grym, omänsklig eller förnedrande behandling eller bestraffning, skydd mot godtyckliga arresteringar och frihetsberövanden, till rättvisa och opartiska rättsliga förfaranden och till åsikts- och yttrandefrihet inbegripet friheten att hysa åsikter utan att bestraffas.
Kommissionen drar också slutsatsen att den palestinska myndighetens agerande mot politiska motståndare på Västbanken utgör ett brott mot de mänskliga rättigheterna och den palestinska grundlagen. Frihetsberövanden på politisk grund kränker rätten till frihet och personlig säkerhet, till en rättvis rättegång och rätten att inte bli diskriminerad på grund av sin politiska åsikt.

### Behovet av ansvar
Kommissionen slogs av de upprepade kommentarerna från palestinska offer, människorättsförsvarare, det civila samhället om hur de hoppades att detta skulle bli den sista utredande kommissionen av sitt slag eftersom den skulle leda till att rättvisa skipades. Kommissionens slogs även av kommentaren att varje gång en rapport publiceras och inga åtgärder vidtas "uppmuntrar detta Israel och dess övertygelse om statens oövervinnlighet". Att inte utkräva ansvar stärker straffriheten och har en negativ inverkan på FN:s och det internationella samfundets trovärdighet. Kommissionen anser att dessa kommentarer bör tas i beaktande när FN-organ och medlemsstaterna överväger kommissionens slutsatser och rekommendationer och efterföljande åtgärder.
Kommissionen är övertygad om att rättvisa och respekt för rättsstatsprincipen är en nödvändig grund för fred. Den långvariga situationen av straffrihet har skapat en rättvisekris i det ockuperade palestinska territoriet som kräver åtgärder.
Man anser att lagföring av personer som är ansvariga för allvarliga brott mot internationell humanitär rätt skulle bidra till ett slut på sådana brott.
Efter att ha granskat Israels utrednings- och åtalsprocess vid allvarliga brott mot mänskliga rättigheter och humanitär rätt och i synnerhet misstänkta krigsförbrytelser och brott mot mänskligheten, fann kommissionen stora strukturella brister som enligt dess uppfattning gör systemet oförenligt med internationella regler. Kommissionen anser att de få utredningar som gjorts har varit oskäligt försenade trots allvaret i anklagelserna och därför saknar den nödvändiga trovärdigheten och förenligheten med internationella regler. 
Vad gäller påståenden om kränkningar av internationell humanitär rätt som faller inom de ansvariga palestinska myndigheternas jurisdiktion in Gaza finner kommissionen att dessa anklagelser inte har undersökts.
Kommissionen konstaterar att ansvaret för att utreda kränkningar av internationella mänskliga rättigheter och humanitär rätt, om lämpligt väcka åtal i första hand ligger på de inhemska myndigheterna och institutionerna. Där de inhemska myndigheterna är oförmögna eller ovilliga att efterleva denna skyldighet måste internationella rättsliga mekanismer aktiveras för att förhindra straffrihet.

## Rekommendationer

### Till Israel
- Kommissionen rekommenderar att Israel omedelbart upphör med gränsstängningarna och restriktionerna för att passera gränsövergångarna till Gazaremsan och tillåter passage av nödvändiga och tillräckliga varor för att tillgodose befolkningens behov för återuppbyggnad av bostäder och grundläggande tjänster och för återupptagandet av meningsfull ekonomisk aktivitet i Gazaremsan.
- Kommissionen rekommenderar att Israel upphör med fiske-restriktionerna som ålagts Gazaremsan och tillåta fiskeverksamhet inom de 20 sjömil som föreskrivs i Osloavtalet. Kommissionen rekommenderar vidare att Israel tillåter återupptagandet av jordbruksverksamhet i Gazaremsan, inkluderat de områden som ligger i närheten av gränsen mot Israel.
- Israel bör påbörja en granskning reglerna för uppträdande, standardrutiner, regler kring att öppna eld och andra riktlinjer för militär- och säkerhetspersonal. Kommissionen rekommenderar att Israel nyttjar sakkunskapen hos Internationella röda korset, FN:s högkommissarie för mänskliga rättigheter och andra relevanta organ, israeliska experter och civila samhällsorganisationer med relevant sakkunskap för att säkerställa efterlevnad av internationell humanitär rätt och internationella mänskliga rättigheter. Proportionalitetsprincipen, distinktionsprincipen, försiktighetsprincipen och principen om icke-diskriminering bör inbegripas i riktlinjer och i den muntliga information till officerare, soldater och säkerhetsstyrkor för att undvika en upprepning av palestinska civila dödsoffer, förstörelse och skymfande av den mänskliga värdigheten i strid med internationell rätt.
- Kommissionen rekommenderar att Israel tillåter fri rörlighet för palestinier inom det ockuperade palestinska territoriet — inom Västbanken inklusive östra Jerusalem, mellan Gazaremsan och Västbanken och mellan det ockuperade palestinska territoriet och omvärlden — i enlighet med internationella regler för mänskliga rättigheter och internationella åtaganden mellan Israel och företrädare för det palestinska folket. Kommissionen rekommenderar vidare att Israel genast lyfter reseförbudet för de palestinier som på grund av sitt engagemang för mänskliga rättigheter eller politisk verksamhet belagts med sådant.
- Kommissionen rekommenderar Israel att frige palestinier som hålls frihetsberövade i israeliska fängelser i samband med ockupationen. Frigivandet av barn bör prioriteras. Kommissionen rekommenderar vidare att Israel upphör med diskriminerande behandling av palestinska fångar. Familjebesök för fångar från Gaza bör återupptas.
- Israel måste omedelbart upphöra med sin inblandning i nationella politiska processer i det ockuperade palestinska området. Ett första steg är att frige alla medlemmar av den palestinska lagstiftande församlingen som för närvarande är frihetsberövade och låta alla medlemmar i den palestinska lagstiftande församlingen fritt röra sig mellan Gaza och Västbanken så att församlingen kan återuppta sina funktioner.
- Den israeliska regeringen bör upphöra med insatser som begränsar kritik från det civila samhället och allmänheten angående dess politik och agerande under militäroperationerna i Gazaremsan. Kommissionen rekommenderar också att Israel tillsätter en oberoende utredning för att bedöma om israeliska rättsvårdande myndigheters behandling av palestinska och judiska israeler som uttryckt kritiska åsikter i samband med offensiven var diskriminerande både i fråga om åtal och frihetsberövande i avvaktan på rättegång. Resultaten av utredningen bör offentliggöras och, beroende på resultaten, lämpliga åtgärder vidtas.
- Den israeliska regeringen bör avstå från repressalier mot palestinska och israeliska individer och organisationer som har samarbetat med FN:s undersökningskommission angående Gazakonflikten och särskilt mot personer som närvarat vid kommissionens offentliga utfrågningar i Gaza och Genve och som uttryckte kritik mot staten Israels aktioner.
- Kommissionen rekommenderar att Israel upprepar sitt åtagande om FN:s lokaler och dess personals okränkbarhet och att nödvändiga åtgärder vidtas för att säkerställa att brott inte upprepas i framtiden. Kommissionen rekommenderar vidare att ersättningen till FN betalas till fullo och utan ytterligare dröjsmål av Israel och att generalförsamlingen behandlar frågan.

### Till väpnade palestinska grupper
- Kommissionen rekommenderar att väpnade palestinska grupper förbinder sig att omedelbart respektera internationell humanitär rätt och i synnerhet att avstå från attacker mot civila israeler och på civil egendom samt vidta försiktighetsåtgärder för att undvika skador på civila palestinier under stridigheter.
- Kommissionen rekommenderar att de väpnade palestinska grupper som håller den israeliske soldaten Gilad Shalit fången släpper honom av humanitära skäl. I avvaktan på frisläppande bör grupperna medge hans krigsfångestatus, behandla honom som sådan och tillåta besök från Röda Korset.

### Till ansvariga palestinska myndigheter
- Kommissionen rekommenderar den palestinska myndigheten att utfärda tydliga instruktioner till säkerhetsstyrkorna under sitt befäl att respektera mänskliga rättigheter som fastställs i den palestinska grundlagen och internationella konventioner. Kommissionen rekommenderar vidare att den palestinska myndigheten säkerställer snabba och oberoende utredningar av alla anklagelser om allvarliga brott mot mänskliga rättigheter av säkerhetsstyrkor under dess kontroll samt att upphöra med militärdomstolar i fall som gäller civila.
- Kommissionen rekommenderar att den palestinska myndigheten och myndigheterna i Gaza utan dröjsmål friger alla politiska fångar och att de avstår från ytterligare arresteringar av politiska skäl och i strid med internationell rätt avseende mänskliga rättigheter.
- Kommissionen rekommenderar att den palestinska myndigheten och myndigheterna i Gaza fortsätter att möjliggöra palestinska icke-statliga organisationers fria och oberoende verksamhet, inbegripet människorättsorganisationer och den oberoende människorättskommissionen.